# Liberty (manzana)
Liberty es una variedad cultivar de manzano (Malus domestica).
Criado en la "New York State Agricultural Experiment Station" (Estación experimental agrícola del estado de Nueva York), Geneva Estados Unidos por Robert Lamb. Fue descrito por primera vez en 1964 e introducido en 1974. Las frutas tienen una carne crujiente, jugosa, de textura ligeramente gruesa y con buen sabor. Tolera la zona de rusticidad delimitada por el departamento USDA, de nivel 4.

## Sinonimia
- "NY 55140-19".

## Historia
'Liberty' es una variedad de manzana, criada para resistir enfermedades, esta variedad fue desarrollada por Robert Lamb en la Estación experimental agrícola del estado de Nueva York en Geneva, Nueva York (Estados Unidos). Obtenida a partir del cruce de 'Macoun' como Parental-Madre x polen como Parental-Padre de un cultivar experimental 'Purdue 54-12' con el fin de adquirir resistencia a la enfermedad de Malus floribunda (obtenido en la Universidad de Purdue en Indiana en 1955), de esto, se germinaron 261 semillas y de estas se seleccionó una plántula, "NY 55140-19", para propagación y monitoreo adicional en 1964. Posteriormente fue introducido por la "Asociación Cooperativa de Pruebas de Frutas del Estado de Nueva York" en los circuitos comerciales en 1974.
'Liberty' se cultiva en la National Fruit Collection (Colección Nacional de Fruta) de Reino Unido donde está cultivada con el número de accesión: 1984-076' y nombre de accesión: Liberty.

## Características
'Liberty' es un árbol mediano, vigoroso y de extensión vertical. Portador de espuela de fructificación parcial. Produce anualmente con cosechas abundantes, pero necesita ralear el fruto cuajado para obtener el tamaño adecuado de la fruta y evitar la caída de la fruta antes de la cosecha. La fruta que se deja madurar demasiado tiempo desarrolla un sabor desagradable. Tiene un tiempo de floración que comienza a partir del 25 de abril con el 10% de floración, para el 28 de abril tiene una floración completa (80%), y para el 7 de mayo tiene un 90% de caída de pétalos.
'Liberty' tiene una talla de fruto de mediano a grande, con altura promedio de 59,41 mm y anchura promedio de 62,33 mm; forma variable entre cónica y redonda, nervaduras débiles a medias, y corona media; epidermis con color de fondo amarillo dorado que se lava de rojo brillante en el 90 por ciento o más de la superficie, con un patrón de rayas rojas más oscuras, importancia del ruginoso-"russeting" (pardeamiento áspero superficial que presentan algunas variedades) débil; pedúnculo longitud muy corto y de calibre robusto ubicado en una cavidad poco profunda y estrecha, a menudo con ruginoso-"russeting" en las paredes; cáliz de tamaño pequeño y cerrado, colocado en una cuenca poco profunda, y estrecha, con las paredes plisadas y con una corona media; pulpa de color amarillento, textura crujiente, de grano grueso, jugosa, de sabor agradablemente dulce, ligeramente astringente con aroma a vino blanco.
Su tiempo de recogida de cosecha se inicia a principios de octubre. Se conserva bien durante dos meses en frío, madurando para obtener los mejores sabores al mes de recogida. Se desarrolla una capa cerosa y plateada en la superficie cuando la manzana está madura.

## Usos
Criada como una manzana de uso destinado a ser una manzana fresca. También es bueno en cocina para preparar pasteles y salsas. Una variedad de manzana favorita entre los fabricantes de sidra (ºBrix: 12,3).

## Ploidismo
Diploide, auto estéril. Grupo de polinización: B, Día 7.

## Susceptibilidades
- Muy resistente al mildiu pulvurulento, y a la sarna del manzano,
- Algo resistente fuego bacteriano y a la roya del manzano y del enebro,
- Susceptible al oidio.[4]